# Capena
Capena (até 1933 chamada Leprignano) é uma comuna italiana da região do Lácio, província de Roma, com cerca de 5.608 habitantes. Estende-se por uma área de 29 km², tendo uma densidade populacional de 193 hab/km². Faz fronteira com Castelnuovo di Porto, Civitella San Paolo, Fiano Romano, Montelibretti, Monterotondo, Morlupo, Rignano Flaminio.

## Demografia
| Variação demográfica do município entre 1861 e 2011                               |
|                                                                                   |
| Fonte: Istituto Nazionale di Statistica (ISTAT) - Elaboração gráfica da Wikipedia |